# Why the Mail Was Late
Why the Mail Was Late è un cortometraggio muto del 1909. Il nome del regista non viene riportato nei credit del film, un western dai toni drammatici.

## Trama
Un indiano della riserva, incaricato di ritirare la posta, sta aspettando il passaggio del treno in corsa. La posta, però, viene rubata da tre banditi. L'indiano si mette sulle loro tracce, li ritrova e ha con loro uno scontro a fuoco. I tre cadono morti ma anche l'indiano rimane gravemente ferito. Ciò nonostante, riesce a trascinarsi fino alla prossima stazione di posta, dove consegna le sue lettere. Appare la visione di un angelo che lo incorona con il lauro per aver fatto fino all'ultimo il suo dovere.

## Produzione
Il film fu prodotto dalla Lubin Manufacturing Company.

## Distribuzione
Distribuito dalla Lubin Manufacturing Company, il film - un breve cortometraggio della lunghezza di 185 metri - uscì nelle sale cinematografiche statunitensi il 26 aprile 1909. Nelle proiezioni, veniva programmato con il sistema dello split reel, accorpato in un'unica bobina con un altro cortometraggio prodotto dalla Lubin, la comica Inventions of an Idiot.